# Гидони, Александр Иосифович
Александр Иосифович Гидони (5 [17] апреля 1885, Санкт-Петербург — 1943, Касабланка) — русский искусствовед, художественный критик, драматург, прозаик. Брат Г. И. Гидони и Е. И. Гидони.

## Биография
Родился 5 (17) апреля 1885 года в Санкт-Петербурге, в семье ковенского мещанина, кандидата права Иосифа Хаимовича Гидони (1861—1916) и его жены Хаи-Гуты Гиршевны (в девичестве Орелович; 1865—1925). Окончил Ковенскую мужскую гимназию, в 1904 году поступил на юридический факультет Петербургского университета. В 1905 году принимал активное участие в революционном движении, выступая на студенческих митингах, публиковал эпиграммы в сатирических журналах «Стрелы» и «Зритель». В начале 1906 года подвергался тюремному заключению, позже жил в эмиграции в Швейцарии.
С осени 1906 года по 1909 год продолжил обучение в Петербургском университете. В эти годы был деятельным участником «Кружка молодых», кружка «Реалисты», устроитель «общественных судов», редактор (совместно с Ю. Б. Кричевским) журнала «Студенчество», посетитель «башни» Вяч. Иванова.
По окончании университета помощник присяжного поверенного, литератор, участник «сред» Н. В. Дризена, завсегдатай «Бродячей собаки». Печатался в журналах «Аполлон», «Театр и искусство», «Ежегодник императорских театров», других изданиях, автор монографий о Н. Рерихе и О. Родене, а также ряда пьес и сценария к кинофильму «Кровь неотмщённая».
27 февраля 1917 года Гидони оказывал помощь в организации охраны Таврического дворца, 1 марта по поручению Временного комитета Государственной думы принимал меры для охраны Эрмитажа. Весной 1917 года ездил по провинциальным городам выступая с антибольшевистскими лекциями, в июне исполнял поручения Временного правительства в Самаре и Царицыне, в июле – комендант Сызрани, с осени находился на Северном Кавказе
В 1919—1921 годах — в Петрограде. Выступал с лекциями («Люди и страсти революции», «Интеллигенция и Россия», цикл «Сумерки религиозного сознания»), участвовал в деятельности «Вольной философской ассоциации», вместе с братом художником Г. Гидони, В. Пястом, С. Ольденбургом, Э. Голлербахом организовывал «Общество по изучению западной культуры».
С августа 1921 года жил в Каунасе, читал лекции разнообразной тематики («Россия наших дней», о Достоевском, «Врубель, Рерих и Чюрлёнис», «Красота человека», «Генуэзская конференция», «Культура театра»), печатался в газете И. Воронко «Вольная Литва», с апреля по октябрь 1922 года был редактором и издателем еженедельной газеты «Понедельник» и ежедневной газеты «День».
В 1923—1924 годах читал курс лекций по истории русского искусства в Чикаго (Arts Club of Chicago, Jewish People's Institute), часто публиковался в просоветской газете «Новый мир» (Нью-Йорк). Вернувшись в Европу летом 1924 года, написал сатирико-фантастическую повесть «Осёл в богатстве», читал лекции в Риге («Американцы у себя дома», «Анатоль Франс», «Еврейство в мировой культуре»).
С февраля 1925 года по осень 1926 — вновь в Литве, печатался в газете «Лиетувос Жиниос», затем вернулся в СССР. В 1927—1929 годах состоял в редакции журнала «Современный театр» (Москва), в этот же период написал (совместно со Львом Пушем) сценарий к кинофильму «Обречённые», монографию об Элис Терри, повесть «Рожденный дьяволом».
В конце 1929 года Гидони снова эмигрировал. В 1929—1931 годах жил в Берлине, с 1932 года — в Париже. По некоторым сведениям, в 1937 году состоял там в масонской ложе «Thébah». 31 июля 1940 года ему и его жене Лили Барит Посольство Литвы в Париже в последний раз выдало литовский загранпаспорт сроком действия на один год. Умер в 1943 году в Касабланке.

## Семья
- Первая жена (1900-е — 1910-е) — София Александровна Гидони.
  - Дочь — Лялечка Гидони (1907—1920).
- Вторая жена (1923—1926) — архитектор Эльза Гидони (урождённая Мандельштам, 1901—1978).
- Третья жена (1926 — ) — Лили Барит.

## Избранные произведения
- Так болтали в кофейнях Багдада // Зритель, 1905, № 24.
- В мансардах: драматический этюд в 1 акте. — Спб.: Кружок молодых, 1907.
- Метерлинк и его драмы // Ежегодник императорских театров, 1909, вып. 2, с. 43—57.
- Царевна и луна. В сб.: Студия импрессионистов. Книга 1-я. Ред. Н. И. Кульбина. — Спб.: изд. Н. И. Бутковской, 1910, с. 32—40.
- Ренессанс танца // Театр и искусство, 1911, № 27, с. 522—524; № 28, с. 540—541.
- Законодательная охрана памятников старины и произведений искусства // Зодчий, 1912, № 12, с. 111—114.
- Любовь под маской. (Трагикомедия брака). — Петроград: лит. Ю. Семечкиной, 1915.
- Н. К. Рерих. — Петроград: Аполлон, 1915.
- Роден. — Петроград: изд. Н. И. Бутковской, 1915.
- В защиту искусства. В кн.: Рерих. — Петроград: Свободное искусство, 1916.
- Омрачённый Петроград // Аполлон 1916, №№ 9-10, с. 37—50.
- Смерть поэта // Вольная Литва, 19 (6) авг. 1921.
- Всем сёстрам по серьгам. // День, 16, 17 сент., 1 окт. 1922.
- Осёл в богатстве: Рассказ 1950 года. Пер. с нем. Предисл. П. С. Когана; Рис. К. В. Кузнецова. — М.: Труд и книга, 1925.
- Teatras ir kritika. "Habima". Lietuvos žinios, 25 февр. 1926, с. 3.
- Расовая проблема в Америке // Красная новь, 1927, № 12, с. 156—173.
- Балет на изломе: к постановке балета «Смерч» // Современный театр, 1927, № 17, с. 264-265.
- Алиса Терри. — М.: Tea-кино-печать, 1928.
- Il est né un diable: nouvelle russe inédite // Les oeuvres libres: 93 recueil littéraire mensuel ne publiant que de l'inédit. — Paris: A. Fayard, 1929.
- Russische Filmprobleme // Sozialistische Bildung, Jahrg. 1929, Heft 11.
- Stanislawski oder Meyerhold? // Die Volksbühne, 1930, Maiheft.
- Das russische Theater nach der Revolution // Die Volksbühne, März 1930, с. 560-567.
- Идеологический фронт // Дни, 6 марта 1932.
- La mise en scène en U.R.S.S. // Encyclopédie française, t. XVII («Arts et littératures dans la société contemporaine»). — Paris: Comité de l'Encyclopédie française, 1936.